# 多列什蒂鄉
47°02′N 26°59′E / 47.033°N 26.983°E
多列什蒂鄉（羅馬尼亞語：Comuna Doljești, Neamț），是羅馬尼亞的鄉份，位於該國東北部，由尼亞姆茨縣負責管轄，面積37平方公里，海拔高度232米，2007年人口7,477，人口密度每平方公里205人。